# Crete (Illinois)
Crete – wieś w Stanach Zjednoczonych, w stanie Illinois, w hrabstwie Will.